# 아타미성

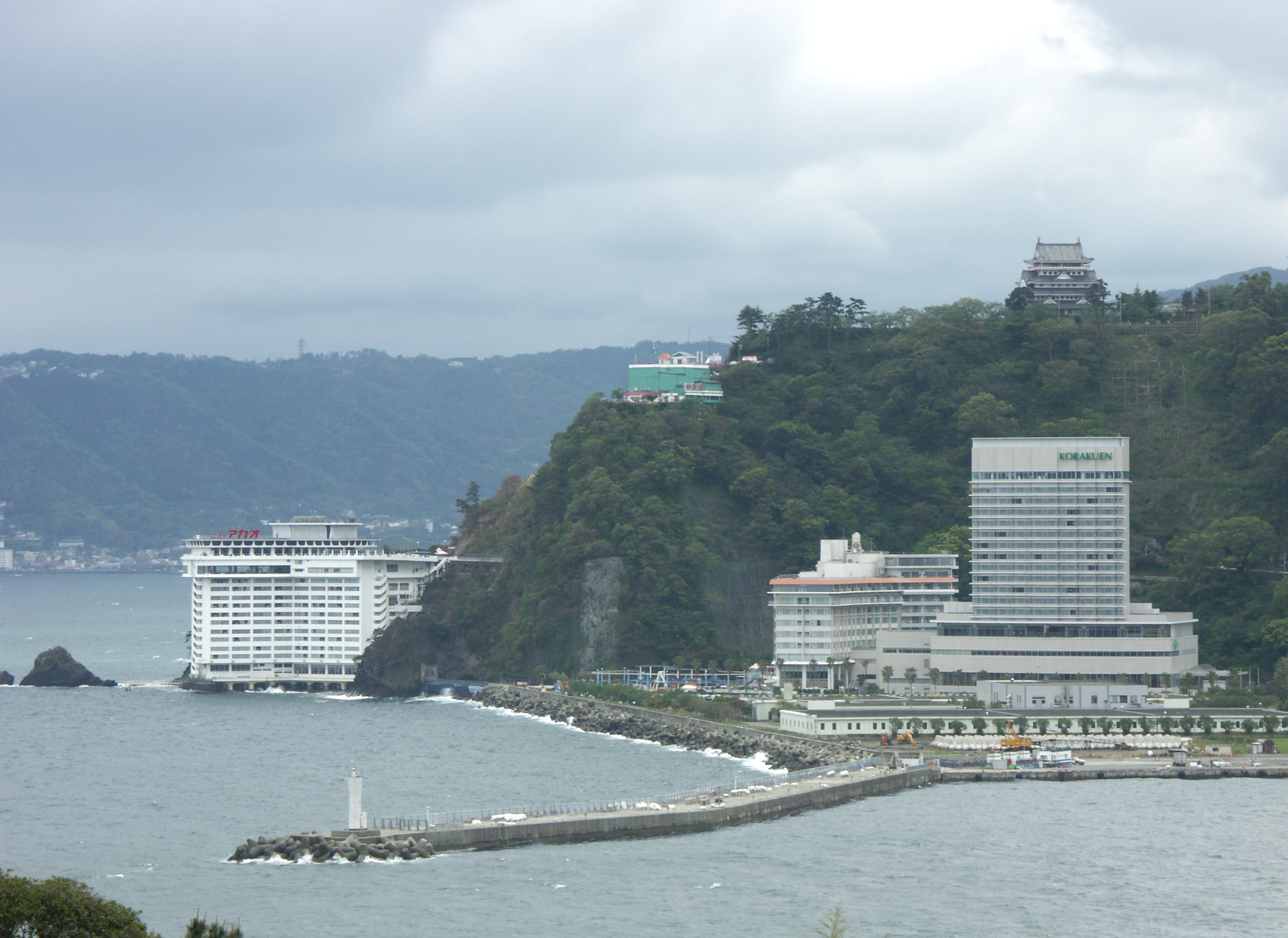
니시키가우라의 아타미성

아타미성(일본어: 熱海城 아타미조[*])은 시즈오카현 아타미시의 니시키가우라 산정상에 있는 관광시설이다. 아타미성이라고 불리는 성은 역사적으로 존재하지 않는다.

## 개요
아타미성은 1959년 해발 100 m 위치에 지어진 건물이다. 외관 5층, 내부 9층인 일본 성곽에서 볼 수 있는 천수각을 모방한 철근콘크리트 구조로 된 건물이다. 이를 흔히 천수각풍 건축물이라고 부른다. 천수각에서는 아타미 시내, 하쓰시마섬, 오시마섬, 사가미만을 조망할 수 있다.
3면이 절벽으로 성곽을 짓기에는 최적의 장소였고, 호조 가문의 역대 명장들도 축성을 시도했지만, 이루지 못했다고 한다.
영화《킹콩 대 고질라》에서 미니어처로 등장했다. 영화 마지막 킹콩과 고질라에 의해 파괴되는 장면이었다.

## 내부 시설
- 절경 파노라마 전망천수각
- 일본 성곽자료실
- 무가 문화자료실
- 가장 사진관
- 우키요에 미술관

## 주변 시설
- 아타미성 별관 아타미 인형미술관
- 바다가 보이는 찻집&레스토랑 hilltopterrace

## 교통
- 국도135호 니시키가우라 터널 남쪽 교차점에서 동쪽으로 돈 지점.
- JR 도카이 아타미역에서 택시로 10분 소요.
- JR 도카이 아타미 역에서 이토·아지로 방면 버스로 환승해 니시키가우라에서 하차 도보로 10분 소요.
- 아타미 케이블카 정상에서 도보로 1분